# Locmaria-Grand-Champ

Locmaria-Grand-Champ este o comună în departamentul Morbihan, Franța. În 1 ianuarie 2022 avea o populație de 1.825 de locuitori.